# 10220 Pigott
10220 Pigott este un asteroid din centura principală de asteroizi.

## Descriere
10220 Pigott este un asteroid din centura principală de asteroizi. A fost descoperit pe 20 octombrie 1997 la Goodricke-Pigott de Roy A. Tucker. El prezintă o orbită caracterizată de o semiaxă mare de 2,69 ua, o excentricitate de 0,12 și o înclinație de 12,4° în raport cu ecliptica.